# Pajares de la Lampreana
Pajares de la Lampreana es un municipio y localidad española de la provincia de Zamora, en la comunidad autónoma de Castilla y León.
Este municipio se encuentra situado en la comarca de la Tierra del Pan. En su día llegó a contar con cuatro ermitas, de las que en la actualidad perdura la adscrita a la «Virgen del Templo», patrona de Pajares de la Lampreana. De su caserío también destaca la «iglesia de San Pedro»

## Topónimo
Pajares
Existen al menos 14 pueblos distribuidos por todo el territorio nacional llamados Pajares. La palabra "pajares" es el plural de pajar, sitio donde se guarda la paja después de limpiar el grano. Corominas hace derivar pajar de paja, y asegura que “pallar” es una palabra documentada en Aragón en el año 1101. Al parecer, la primera vez que se nombra a Pajares de la Lampreana en un documento es como Paliares en 1185. Asimismo, en 1291 en otro documento aparece recogido como Payares.
Etimológicamente, pajar procede del latín palearium, que significa lugar donde se pone la paja. Palearium viene de palea, paja. Otras palabras latinas similares son pallaris, relativo al vestido, ya que palla significa vestido talar de mujer, capa corta que usaban los antiguos galos; palliatus es el que lleva una capa larga o manto (de ahí la palabra castellana palio).
En una canción festiva sobre pueblos de la comarca de "La Lampreana" se dice de Pajares: “A los de Pajares, por andar a pardales, se les quemaron los cabañales”.
Lampreana
Comarca situada en el centro de la provincia de Zamora, que incluye los pueblos de Pajares, Manganeses y Villalba. Actualmente se encuentran dentro de la Mancomunidad de Tierra de Campos - Pan - Lampreana.
Las primeras alusiones a la comarca de la Lampreana aparece en documentos de los siglos IX y X. En los cuales hace alusión a las “pausatas in Lampreana” (salinas en Lampreana) en el documento de una compra que realizó el monasterio de Sahagún a Alarico y a su hermana Fradegundia en el año 936. (cfr. Studia Zamorensia, pág. 32, segunda etapa volumen IV, UNED Zamora 1977.) Esta Lampreana se encuentra en las inmediaciones de Revellinos y Villafáfila.
Hay dos hipótesis sobre el origen de este nombre. La primera teoría se deriva de la etimología en íbero de la palabra lampreana que significaría “río Lampre”. De hecho se cree que en la zona hubo repoblaciones ilirias. La segunda, y más aceptada hipótesis, se relaciona con la utilización de las lagunas salinas existentes en esta zona para la cría de lamprea. Como asegura Jesús Torbado en Tierra mal bautizada:“La Lampreana fue antigua e ilustre laguna, producto también del [río] Salado, cuyas desaparecidas fronteras enmarcan hoy los pueblos de Villarrín, Manganeses, Pajares y Villalba. En la laguna, los monjes de Sahagún criaban peces y lampreas cilíndricas, lisas, viscosas y puntiagudas, con las que abaste-cían sus cuaresmales refectorios”. En la página web de A.d.r.i. Palomares dedicada a Manganeses de la Lampreana se dice:«En 1914 escribía Ismael Calvo Madroño: “...allá por donde se arrastra el Salado hay una región que se designa con el nombre de Lampreana. Porque en aquellas aguas los monjes del famoso Monasterio de Sahagún (León) establecieron viveros de peces, explotando principalmente las buenas condiciones que, para criar lampreas, tenían aquellos depósitos y corrientes de agua. De ahí su nombre...”». Las lampreas era muy apreciadas antiguamente. Según Cela en Madera de boj: “la lamprea es un manjar de dioses, pero tiene mala prensa porque come muertos”.

## Geografía física
Ubicación
| Noroeste: Fontanillas de Castro y Riego del Camino  | Norte: Manganeses de la Lampreana | Noreste: Villarrín de Campos y Villalba de la Lampreana |
| Oeste: Piedrahíta de Castro y San Cebrián de Castro |                                   | Este: Arquillinos                                       |
| Suroeste Moreruela de los Infanzones                | Sur: Torres del Carrizal          | Sureste: Cerecinos del Carrizal                         |

## Flora y fauna
Este municipio se encuentra en el límite del sector oriental de la meseta castellana. Su paisaje se caracteriza por suaves colinas de cultivos de cereal. Este es el principal valor natural del municipio ya que en este hábitat estepario se encuentran especies amenazadas como la avutarda común, el sisón, el aguilucho cenizo o el cernícalo primilla. Otra característica natural muy destacada en la zona es la abundancia de lagunas endorreicas formadas por el carácter impermeable de estas tierras. Este municipio limita al norte con la Reserva Natural de las Lagunas de Villafáfila, unos de los lugares más importantes de invernada y migración de aves acuáticas en el interior de la península ibérica. Aunque de menor importancia que estas, dentro del municipio se pueden encontrar al menos cuatro lagunas que albergan retazos muy importantes de biodiversidad. Estas son la laguna de Ciguillas, la laguna de Pico Riego, la laguna de la Presa y la laguna de Cartemil. En estas se pueden encontrar especies muy interesantes de anfibios como la ranita de San Antón, el tritón jaspeado o el gallipato, de aves como el aguilucho lagunero o de mamíferos como la rata de agua o incluso el tejón.

## Historia

### Edad Antigua
Los primeros restos de poblamiento humano en el término datarían de época romana, de la cual serían los restos hallados en los pagos de El Billar y el Teso de Santa Coloma.

### Edad Media

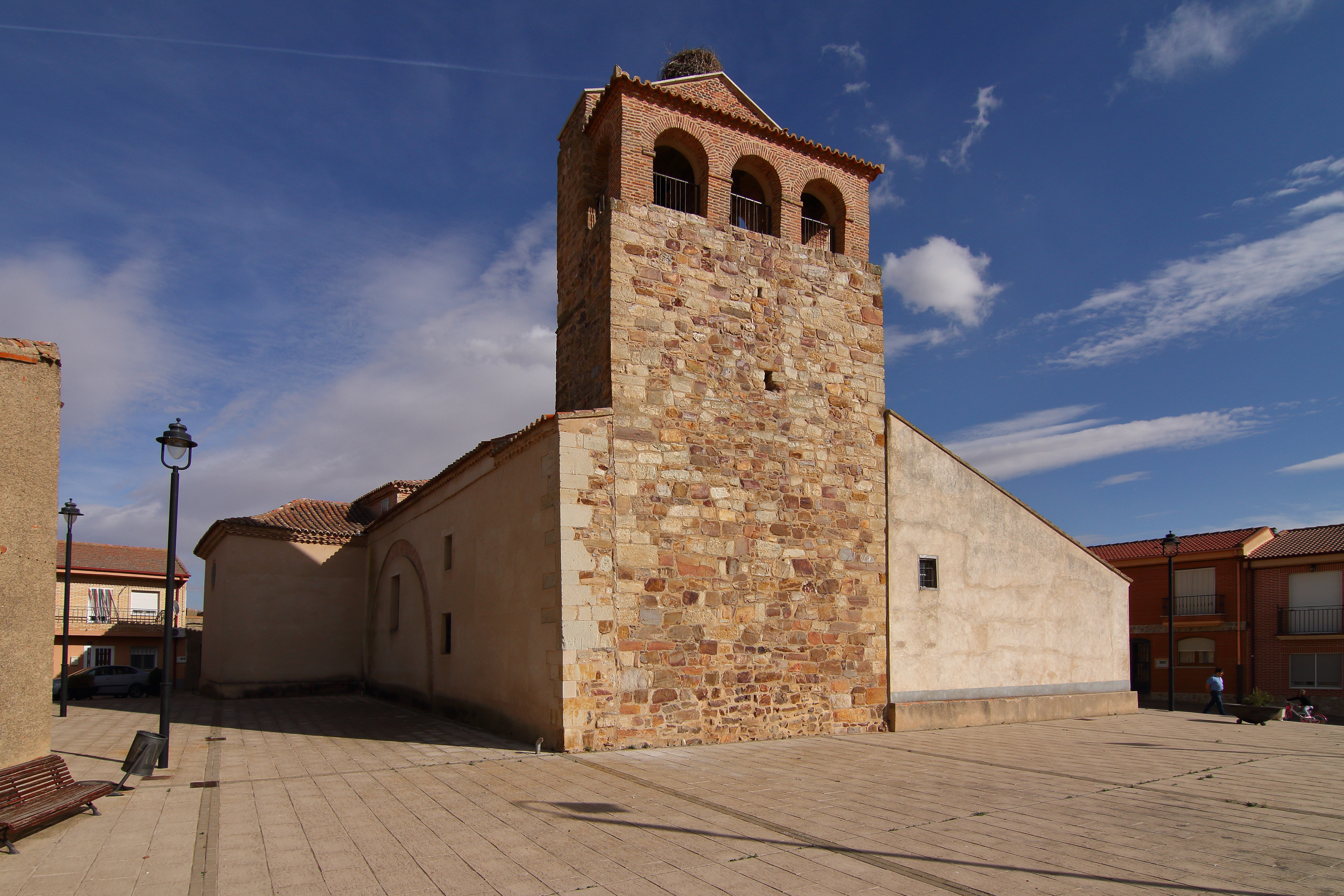
Iglesia parroquial de Pajares de la Lampreana

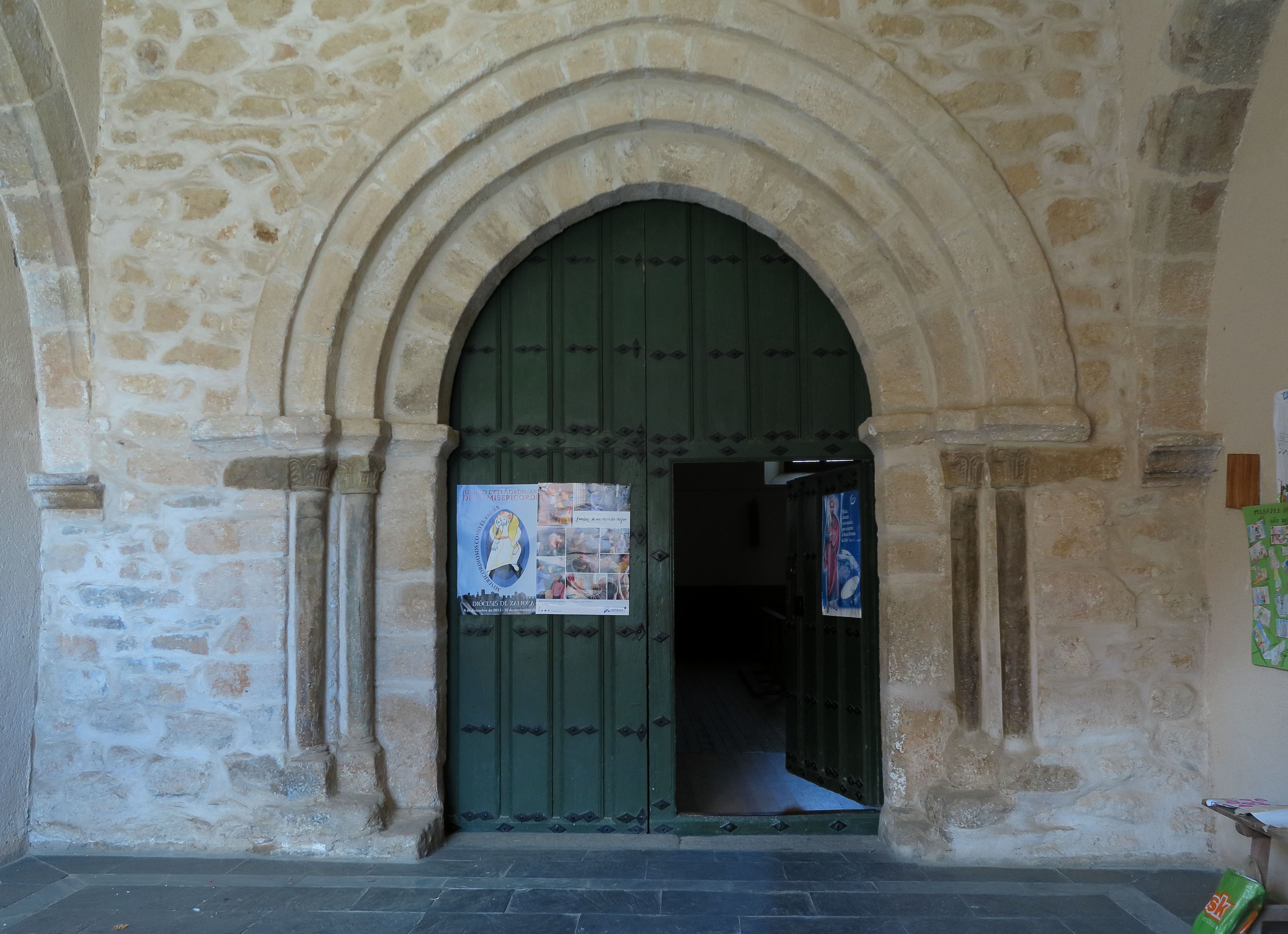
Puerta de entrada a la iglesia de San Pedro

Esta población ya estaba poblado a comienzos del siglo X, por lo que se enmarca dentro de la repoblación medieval efectuada por los reyes leoneses. Así, la existencia medieval de Pajares de la Lampreana se documenta por ejemplo en un documento de 1185 en que aparece denominado Paliares. Por su parte, en 1291 en el litigio acontecido entre el comendador templario de Zamora y el de esta localidad aparece recogido como Payares. Y es que Pajares de la Lampreana llegó a pertenecer a la Orden del Temple en época medieval, estando adscrito a la encomienda de Villárdiga. 
En los siglos XII y XIII, un tal Pedro de Arnales, caballero del rey Fernando II de León, así como sus descendientes, realizaron varias donaciones al Obispo y al Cabildo de Zamora. Se efectuaron varias permutas de propiedades y derechos entre el Obispo, el Monasterio de Moreruela y el Cabildo de la Catedral, quien quedó como titular con amplios poderes para nombrar alcaldes.
La villa de Pajares de la Lampreana tuvo en la Edad Media lugar de behetría, lo que suponía concejo y tierras propias. Pajares fue requerido para contribuir a la segunda reconstrucción de Castrotorafe, a lo que la villa se negó por contar con privilegio de behetría. Los Reyes Católicos saldaron el conflicto el 7 de septiembre de 1481, dando la razón “a los vecinos de Pajares, por haber justificado ser lugar de behetría de mar a mar y no solariego, como pretendía D. Alfonso de Valencia, no tenían deber de pechar para la reedificación del castillo de Castrotorafe”.

### Edad Moderna
De la Edad Moderna cabe destacar que se atestigua en Pajares la existencia de cuatro ermitas, citadas en el libro de cuentas de la iglesia de San Pedro en 1679: la de La Cruz, la de San Roque, la de San Martín y la Ermita de la Virgen del Templo. En 1790 se inventariaba sólo la Ermita de Virgen del Templo, siendo esta la única que se conserva y guarda en su interior un retablo mayor y una imagen románica de la Virgen del Templo, de gran devoción en la comarca. Asimismo, Pajares poseyó un hospital que en 1746 ya había desaparecido.

### Edad Contemporánea
Con la creación de las actuales provincias en la división provincial de 1833, Pajares de la Lampreana quedó encuadrado en la provincia de Zamora, dentro de la Región Leonesa, la cual, como todas las regiones españolas de la época, carecía de competencias administrativas.
Hasta la reforma de la nomenclatura municipal de 1916 el municipio se llamaba simplemente Pajares. En dicha fecha su nombre fue modificado por el de Pajares de la Lampreana.
A principios del siglo XX había en Pajares 1185 habitantes y en 1950 el censo alcanzó los 1.339. Contaba entonces con cinco escuelas: una de párvulos, dos de chicas y dos de chicos. En esa época había un médico residente, un  practicante, un veterinario,  tres herreros, cuatro carpinteros, dos zapateros, un hojalatero, un confitero que elaboraba todos los dulces y demás confituras que vendía (era, además, fotógrafo), dos panaderos, tres carniceros, cuatro barberos, una farmacia, una posada, una casa de telégrafos (después con centralita telefónica), un grupo de músicos (Los Pelegrines, algunos dedicados también a la barbería), salón de baile, casino y bar.
Poco después de la guerra civil, que no alteró la vida de la población dentro del pueblo, se creó el Auxilio Social, donde se daba todos los días comida en un comedor a los hijos de las familias más pobres, suministraba comida a las viudas y familias menos pudientes (la iban a recoger al comedor) y pasaba consulta médica a las madres lactantes de otros pueblos vecinos. Como asociaciones, eran muy activas la Acción Católica, sobre todo la rama juvenil (Jóvenes de Acción Católica) y la asociación de la Adoración Nocturna, todavía en activo. En los años setenta se creó la Asociación Cultural Virgen del Templo; organiza y anima la Semana Cultural que se celebra todos los años a finales del mes de agosto.
Tras la constitución de 1978, este municipio pasó a formar parte en 1983 de la comunidad autónoma de Castilla y León, junto con el resto de municipios de la provincia de Zamora.

## Geografía humana

### Demografía
Cuenta con una población de 280 habitantes (INE 2024).
| Gráfica de evolución demográfica de Pajares de la Lampreana entre 1842 y 2021 |
| |
| Población de derecho según los censos de población del INE. Población de hecho según los censos de población del INE.En estos Censos se denominaba Pajares: 1842, 1857, 1860, 1877, 1887, 1897, 1900 y 1910. |

Los habitantes se multiplican durante el periodo vacacional y los días festivos, dado que gran parte de las viviendas del pueblo tienen un uso de segunda residencia.
Al igual que en prácticamente todos los pueblos de la provincia de Zamora, la población ha descendido de forma dramática en los últimos 50 años, si bien, es cierto que Pajares de la Lampreana es también una de las localidades que cuenta con más gente joven en relación con el número de habitantes total. Actualmente, muchos “hijos del pueblo” que emigraron al norte de España (País Vasco y Asturias, principalmente) y a Madrid tienen casa en Pajares, aunque mantienen la residencia en sus lugares de trabajo. En los últimos veinte años ha habido un espectacular incremento en la construcción de casas nuevas y chalés; se han restaurado también algunas casas viejas.
La situación geográfica estratégica, se encuentra a una distancia equivalente de las tres ciudades más grandes de la provincia (Zamora, Benavente y Toro), ha podido frenar este despoblamiento dramático.

### Economía

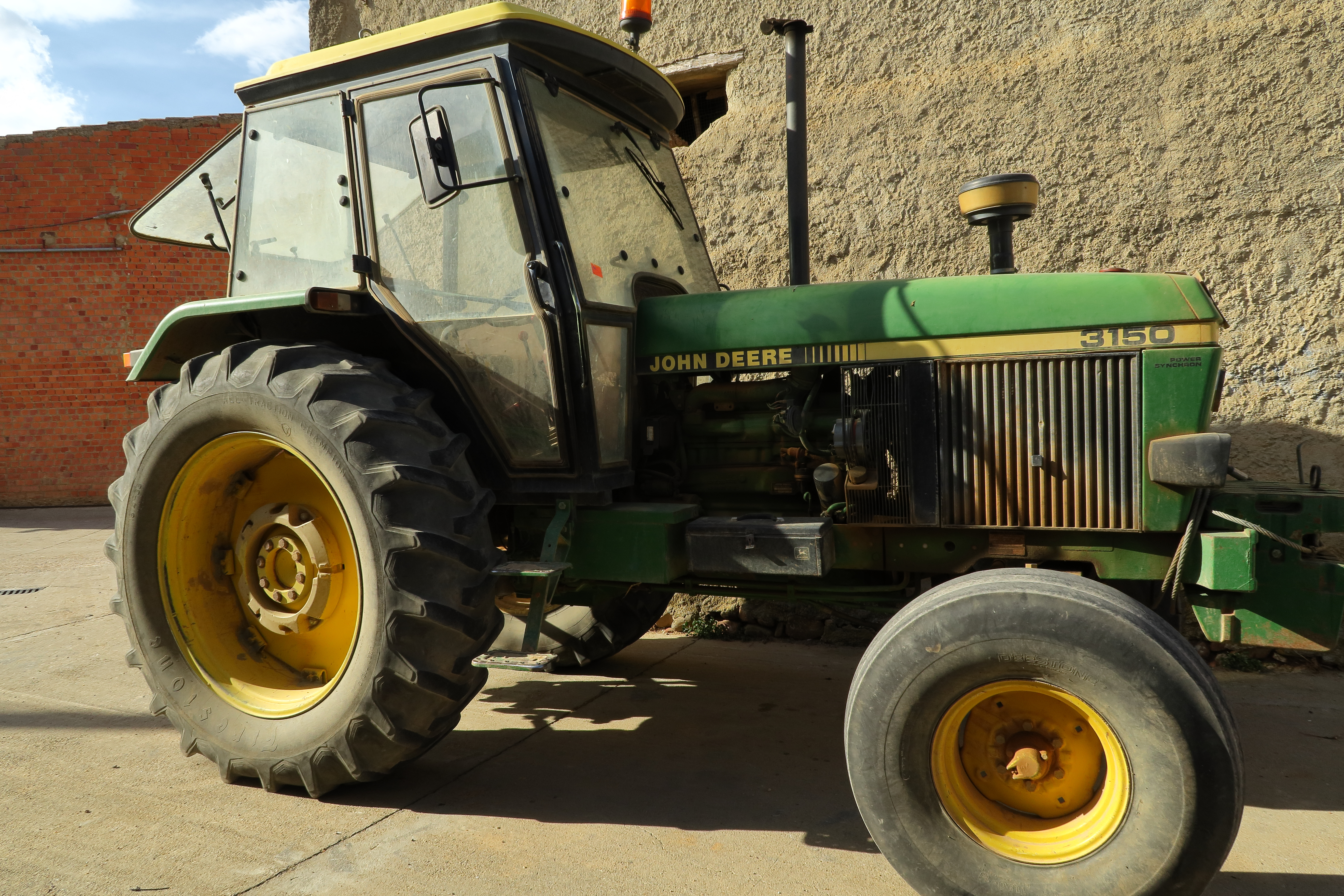
Tractor en Pajares de la Lampreana

A la actividad eminentemente agrícola, sobre todo la tradicional producción de trigo, se ha unido la explotación ganadera: ovejas, vacas de leche y cría de marranos. Buena parte de la población está jubilada.

## Símbolos
El escudo heráldico y la bandera que representan al municipio fueron aprobados oficialmente el 16 de octubre de 2002. 
El escudo se blasona de la siguiente manera:

«Escudo medio partido y cortado 1.º de plata, cruz del Temple de Gules. 2.º de gules, dos llaves de plata puestas en aspa. 3.º de sinople, ondas de plata y azur, cargada la central con lamprea de sable y en punta haz de tres espigas de oro. Al timbre Corona Real cerrada.»
BOCyL n.º 212. 31 de octubre de 2002.

La descripción de la bandera es la siguiente:

«Bandera rectangular de proporciones 2:3, formada por dos franjas verticales iguales, blanca con cruz del temple roja al asta y cinco franjas horizontales iguales al batiente, siendo desde la superior a la inferior verde, morada, amarilla, roja y blanca»
BOCyL nº 212. 31 de octubre de 2002.

## Patrimonio

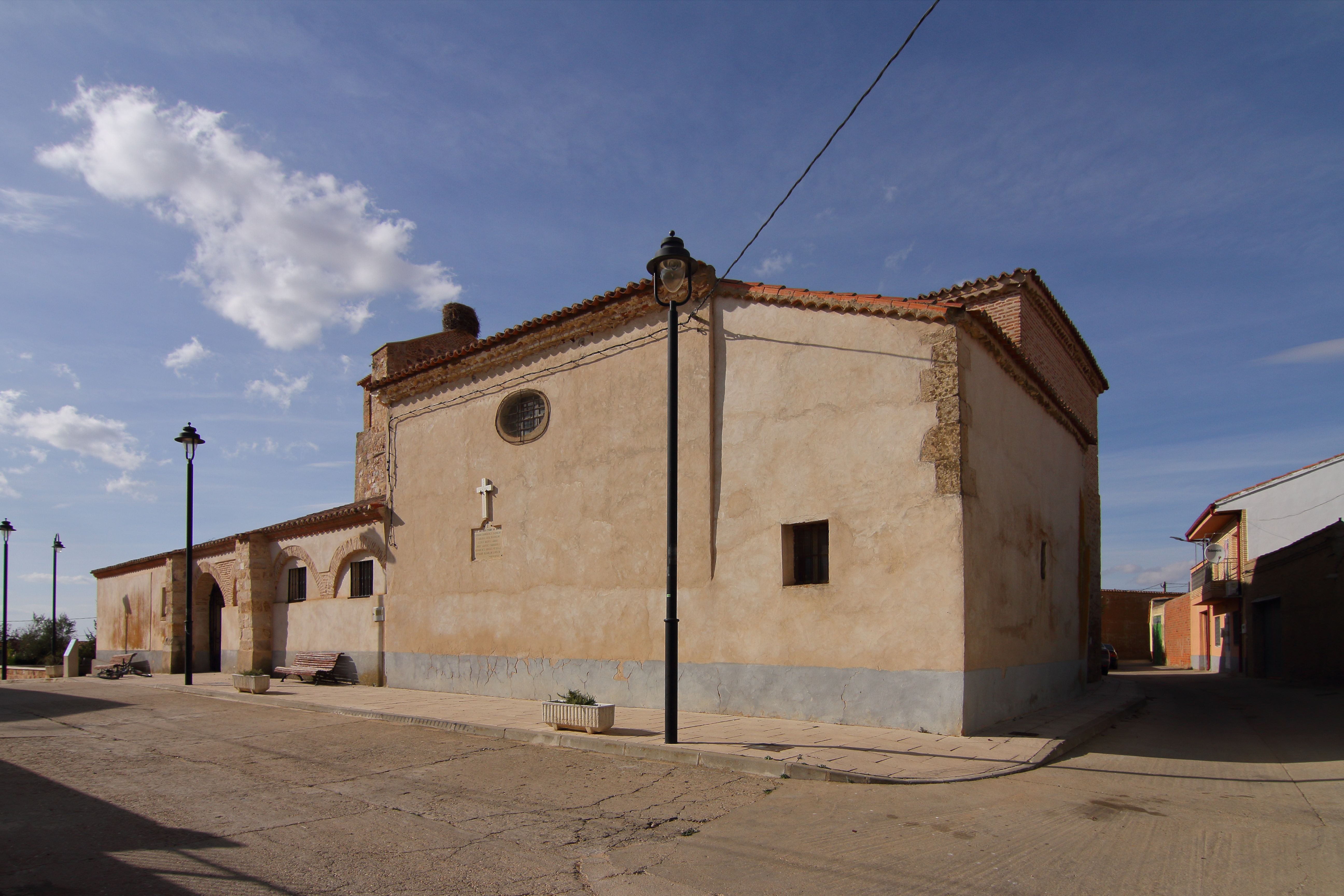
Fachada sur y este de la iglesia de San Pedro

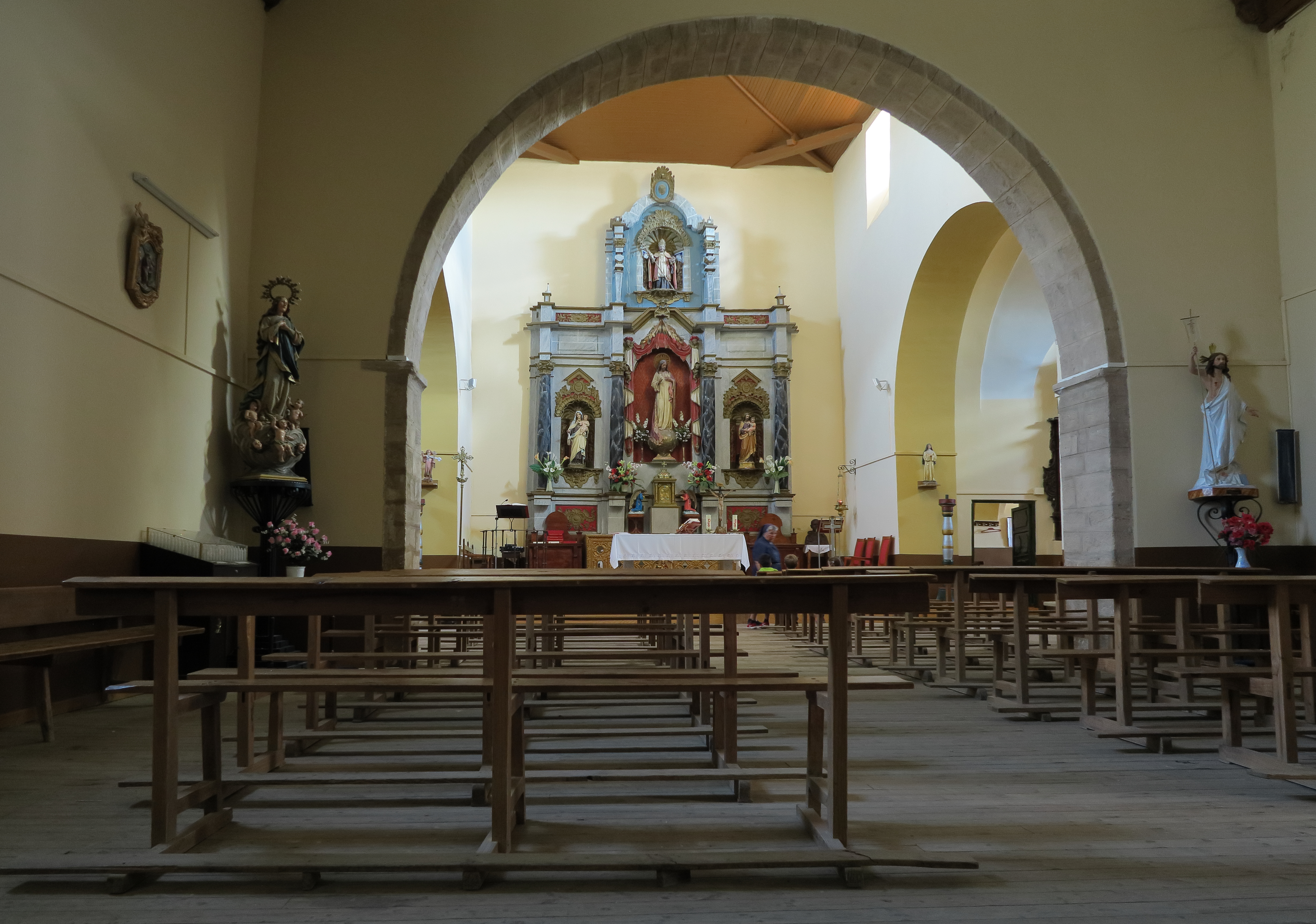
Interior de la iglesia de San Pedro

El municipio llegó a tener cuatro ermitas, citadas en 1679 el libro de cuentas de la iglesia de San Pedro. Estas se llamaban Ermita de La Cruz, Ermita de San Roque, Ermita de San Martín y la Ermita de la Virgen del Templo. En el inventario de 1790 ya sólo permanecía Ermita de Virgen del Templo; la cual es la única que se conserva en la actualidad. 
Ermita de la Virgen del Templo
Esta ermita fue iglesia parroquial hasta 1895, llamada de Santa María. El interior sido restaurado recientemente; han aparecido varios arcos de ladrillo. En el del camarín, se conserva la cúpula barroca sobre pechinas de angelitos y labores vegetales. En 1763 el conde de Castronuevo, sucesor de los Enríquez, era el patrón de la capilla mayor.
El retablo mayor tiene 19 tablas. De estilo italiano, de escuela de Juan de Borgoña del primer tercio del siglo XVI, es obra del zamorano Blas de Oña, con fondos paisajísticos y de arquitectura renacentista. Como notas destacables, hay que señalar alguna composición escorzada, desarrollos manieristas y algunos rostros bellísimos, como el de la Virgen en la Huida a Egipto. En general, hay que circunscribirlas dentro del ámbito del trabajo de varios pintores de la escuela de Juan de Borgoña, irradiada en la provincia desde el fecundo foco toresano.
Tiene siete calles, separadas por medias columnas con fuertes decorados de labores platerescas y tres cuerpos; la calle central ha perdido los marcos originales en el primer y segundo cuerpo, sustituyéndolos por otros barrocos. En medio del mismo, detrás de una hornacina del siglo XVIII, está la imagen de la Virgen del Templo, magnífica talla románica realizada entre 1200 y 1220; tiene 85 centímetros de altura. La Virgen está sentada y tiene un niño en el regazo.
Se conserva también una Virgen con el Niño de finales del XVI, que está de pie, con policromía original; y el Cristo de la Misericordia, del siglo XIV de caracteres góticos. Hay en el templo una Virgen con el Niño del siglo XVI, de pie, con policromía original; una talla de San José con el Niño del siglo XVI; el escudo de los Enríquez, familia nobiliaria que poseyó, entre otros, los señoríos de Villalonso, Alcañices y Alba y Aliste.
Tanto la imagen de la Virgen del Templo como el retablo fueron restaurados a final de los años ochenta. La Virgen fue restaurada en 1987 por D. Nazario Diéguez, a la sazón responsable artístico del Obispado de Zamora, y el retablo bajo la tutela de la Junta de Castilla y León. La restauración se inició a raíz de un reportaje a todo color publicado en el ABC Dominical (marzo de 1977), titulado El arte olvidado de los pueblos, de Gerardo González Calvo. En el reportaje se aboga también por la restauración de un Cristo románico que hay en Manganeses de la Lampreana. El mismo autor publicó varios artículos en El Correo de Zamora para acelerar la restauración de la talla de la Virgen del Templo y el retablo. En el año 2000 el cura párroco, D. Santiago Alonso Ferreras, acometió una esmerada e inteligente restauración de la ermita; antes había hecho lo propio con la iglesia parroquial.
La Virgen del Templo es la patrona de Pajares de la Lampreana y de toda la Tierra del Pan. Son numerosos los milagros que se atribuyen a la Virgen del Templo: salvar a niños caídos en pozos, devolver el habla, librar a la comarca de la Lampreana de pestes y plagas. Algunos de ellos se han recogido documentalmente e incluso han formado parte de la decoración pictórica de los muros del templo. Los vecinos de Pajares defienden el origen templario de la ermita y de la imagen, dado el nombre de su advocación y lo románico de la talla.
Iglesia de San Pedro
Es románica. Fue edificada en el año 1181 y el rey de León Fernando II la dona al Monasterio de Moreruela poco después. Este Monasterio donó su patronato a la catedral de Zamora en el año 1244. Según Gómez Moreno es románica, período al que corresponde su portada meridional, formada por dos arquivoltas de medio punto sobre dos parejas de columnas de capiteles de hojas esquemáticas dentro de arcadas. Tiene planta de cruz latina, con muros de mampostería, igual que la espadaña. Corresponde al siglo XII la portada meridional, que voltea arcos escalonados con impostas de nacela y capiteles vegetales esquemáticos en las cuatro pequeñas columnas de las jambas. Tiene un retablo rococó de la segunda mitad del XVIII, con un cuerpo entre columnas de abundante talla y anilladas en sus tercios bajos y un ático entre machones festoneados. Contiene una escultura de San Antón Abad. El retablo mayor, parece de mediados del siglo XVIII pero está todo rehecho modernamente. El resto se adorna con espejos de marcos rococós rectangulares, ovales, cuadrifolios y octogonales, todo ello de la segunda mitad del siglo XVIII.

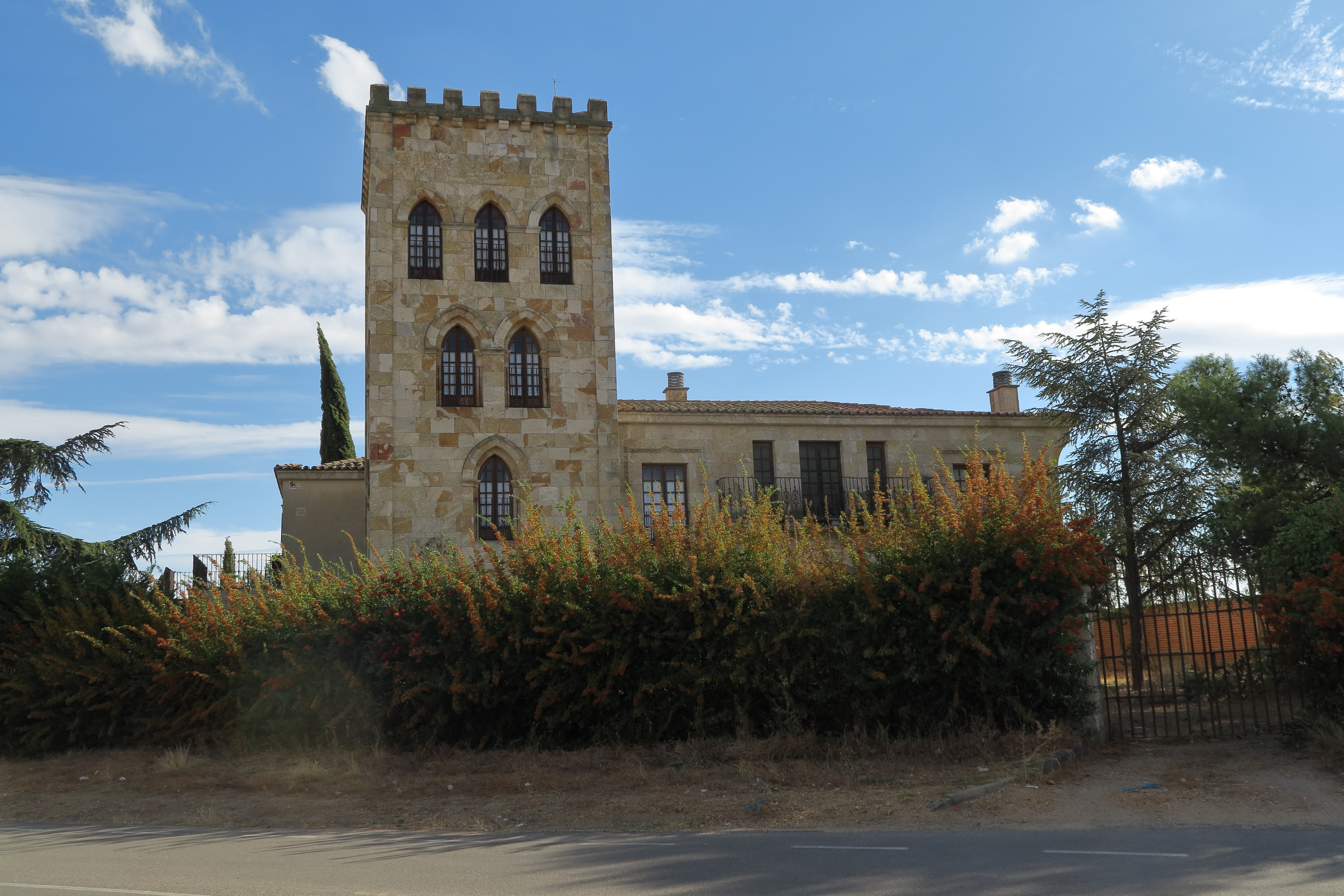
Castillo de Pajares, erigido a mediados del.

Castillo de Pajares
El castillo de Pajares es un inmueble de propiedad privada, actualmente utilizado como casa rural, construido a mediados del siglo XX por Donaciano, vecino de Pajares, que llegó a crear una gran fortuna derivada principalmente del sector de la construcción, sobre todo en la localidad madrileña de San Fernando de Henares, localidad en la que se puede observar calles que parten de la rotonda principal de la ciudad que son denominadas "calle de la Presa" y "calle de la Virgen del Templo". También existe la calle de Zamora. En esta localidad existe una parroquia cuya patrona es también la virgen del Templo, en esta parroquia figura una imagen de la virgen del Templo de Pajares, dicha parroquia y la ermita de Pajares tienen estrecha vinculación por ese motivo.

## Cultura
Fiestas

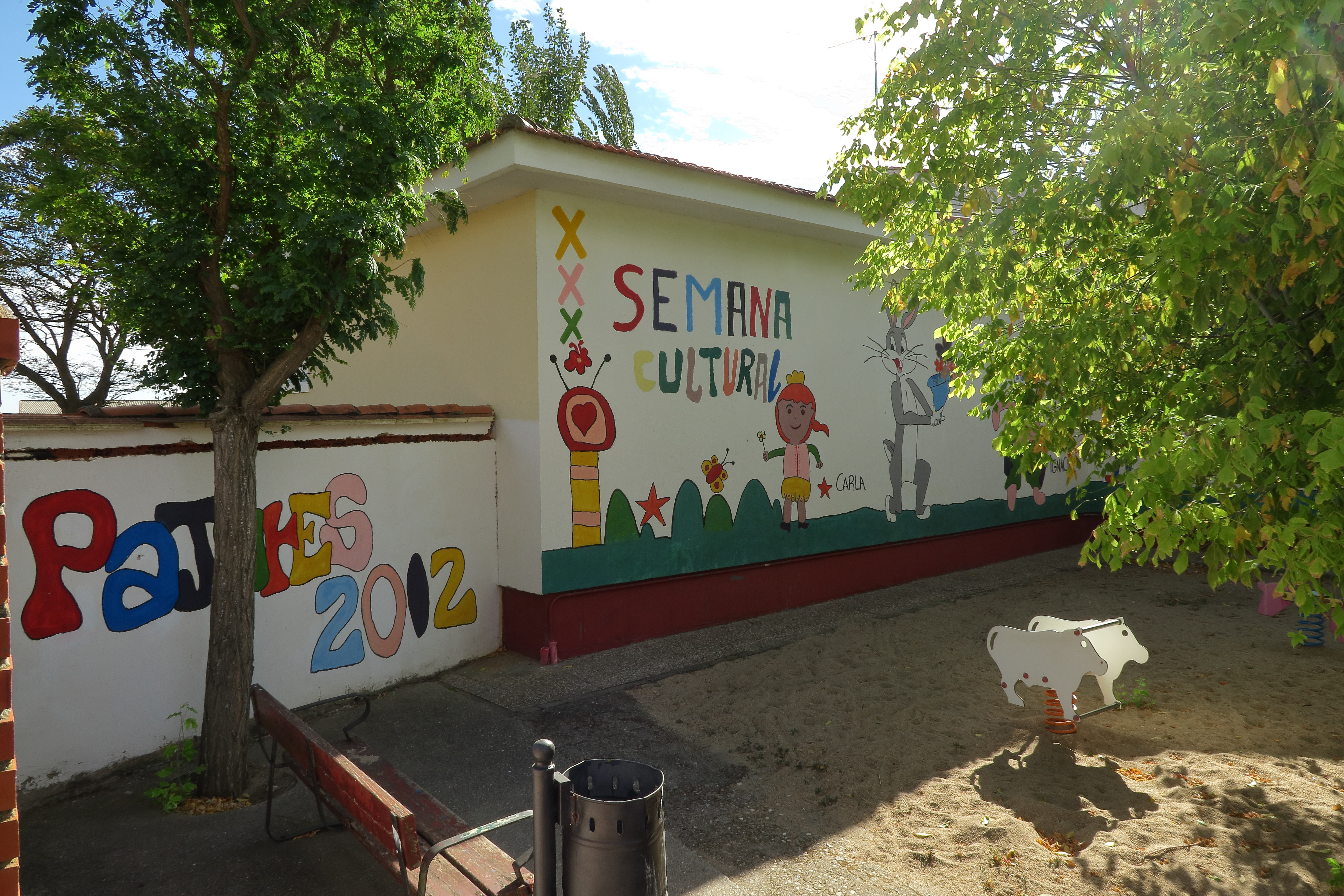
Mural relativo a la semana cultural de 2012.

- El 14 de abril y el 2 de julio son respectivamente las rogativas de Pajares a la Virgen del Templo y la romería del Voto a la Virgen del Templo.
- El primer sábado de mayo es cuando los vecinos de Villalba de la Lampreana acuden a adorar a la Virgen del Templo (desde mediados del siglo XVIII).
- El 8 de mayo acuden los vecinos de Villarrín de Campos para adorar a la Virgen del Templo (desde mediados del siglo XVIII). Feria de Pajares. Este día era –y es– especialmente solemne. Varios devotos de Villarrín de Campos llegan vestidos de penitentes, cofrades de la Cofradía de la Vera Cruz. Antes iban en procesión con un carro tirado por vacas o bueyes, magníficamente decorado portando el estandarte de la Virgen del Templo, hasta un prado llamado Fátimas, de donde parten en procesión. El pueblo de Pajares sale a esperarlos al llamado “pico de Villalba”. El encuentro es muy emotivo: se saludan los pendones y se prosigue en procesión, todos juntos, hasta la ermita de la Virgen del Templo, donde se celebra una misa solemne. A la entrada de la ermita se colocan los pendones de ambos pueblos.
- El último domingo de mayo es cuando acuden los vecinos del pueblo de Arquillinos a adorar a la Virgen del Templo.
- El primer jueves de agosto acuden los vecinos del pueblo de Manganeses de la Lampreana para adorar a la Virgen del Templo. Es tradición que vengan andando desde Manganeses hasta la ermita de Pajares de la Lampreana. El trayecto aproximado es 9 km entre ida y vuelta.
- La última semana de agosto es la denominada "semana cultural", en la que tienen lugar representaciones teatrales, bailes, exposiciones de artesanía popular, concursos de dibujos infantiles, etc.
- El 8 de septiembre es la festividad de la Virgen del Templo, La Feria. Es la mayor fiesta en Pajares de la Lampreana, conocida popularmente como La Feria. Hasta la llegada de los tractores se convertía en una gran feria agrícola de útiles de labranza y toda clase de menaje: cestos, palas, rastras, vigas, puertas, lienzos, sombreros, etc. Actualmente prevalecen las peñas de jóvenes, con profusas limonadas en casas y bodegas habilitadas al efecto. Ha habido tradicionalmente cantos y ramos a la Virgen, aparte de la misa popular de Pajares, de sabor bizantino, transmitida de generación en generación. Recientemente se estrenó un himno con letra de Gerardo González Calvo y música del sacerdote Fabriciano Prieto Miguel, ambos nacidos en Pajares de la Lampreana.